# SAFT-XML
SAFT (Akronym für Standard-Austauschformat) oder SAFT-XML ist ein XML-Austauschformat für archivische Findmittel. Es wurde im Rahmen des DFG-Projektes „Entwicklung von Werkzeugen zur Retrokonversion archivischer Findmittel“ (2001–2004) in Form einer Dokumenttypdefinition (DTD) für XML entwickelt.
Seit 2008 müssen DFG-geförderte Retrokonversionsprojekte für Findmittel die Daten in SAFT oder EAD vorlegen. Dadurch unterstützt eine wachsende Zahl von Archivprogrammen den Import und Export von SAFT-Dokumenten, und das Format erfährt allgemein eine wachsende Bedeutung. Daneben wird SAFT auch zur Online-Präsentation von Findbüchern verwendet, so z. B. im Portal archive.nrw.de.

## Aufbau eines SAFT-XML-Dokuments
Das folgende Beispiel beschreibt die Struktur eines SAFT-XML-Findbuchs: Die ersten beiden Blöcke enthalten Informationen, die die Datei bzw. das gesamte Findbuch betreffen (wie Titel, Einleitung oder Autor). Darauf folgt eine – u. U. verschachtelte – Klassifikation, innerhalb derer die einzelnen Verzeichnungseinheiten (hier eine Sachakte) beschrieben werden.
```
<?xml version="1.0" encoding="UTF-8"?>

<!DOCTYPE Findmittel SYSTEM "SAFT.dtd">

<Findmittel>

  
<Datei_Info>

    
<Erstellung>

      
<Datum>
2011-05-15
</Datum>

    
</Erstellung>

  
</Datei_Info>

  
<Findmittel_Info>

    
<FM_Name>
Ein
 
einfaches
 
SAFT-XML-Findbuch
</FM_Name>

    
<Einleitung>

      
<Text>
Im
 
Vorwort
 
eines
 
Findbuchs
 
wird
 
u.
 
a.
 
eine
 
Einführung
 
in
 
die
 
Inhalte
 
des
 
darin
 
erschlossenen
 
Bestands
 
gegeben.
</Text>

    
</Einleitung>

  
</Findmittel_Info>

  
<Klassifikation
 
level=
"01"
>

    
<Klass_Nr>
1
</Klass_Nr>

    
<Klass_Titel>
Sachakten
</Klass_Titel>

    
<Klassifikation
 
level=
"02"
>

      
<Klass_Nr>
1.1
</Klass_Nr>

      
<Klass_Titel>
Allgemeines
</Klass_Titel>

      
<Verzeichnungseinheiten>

        
<Sachakte>

          
<Signatur>
1
</Signatur>

          
<Laufzeit>

            
<LZ_Text>
1992-1993
</LZ_Text>

          
</Laufzeit>

          
<Titel>
Revision
 
des
 
Aktenplans
</Titel>

          
<Enthaelt>
Enthält:
 
Abgrenzung
 
der
 
einzelnen
 
Sachgebiete
</Enthaelt>

        
</Sachakte>

        
<!-- usw. -->

      
</Verzeichnungseinheiten>

    
</Klassifikation>

  
</Klassifikation>

  
<Klassifikation
 
level=
"01"
>

    
<Klass_Nr>
2
</Klass_Nr>

    
<Klass_Titel>
Personalakten
</Klass_Titel>

    
<Verzeichnungseinheiten>

      
<!-- usw. -->

    
</Verzeichnungseinheiten>

  
</Klassifikation>

</Findmittel>

```